# 衛生福利部基隆醫院
衛生福利部基隆醫院（英語：Keelung Hospital, Ministry of Health and Welfare），簡稱署基、基隆醫院，是中華民國衛生福利部所屬的醫院，隨著政府組織調整，先後隸屬於臺灣總督府、臺灣省政府衛生處、行政院衛生署、衛生福利部。

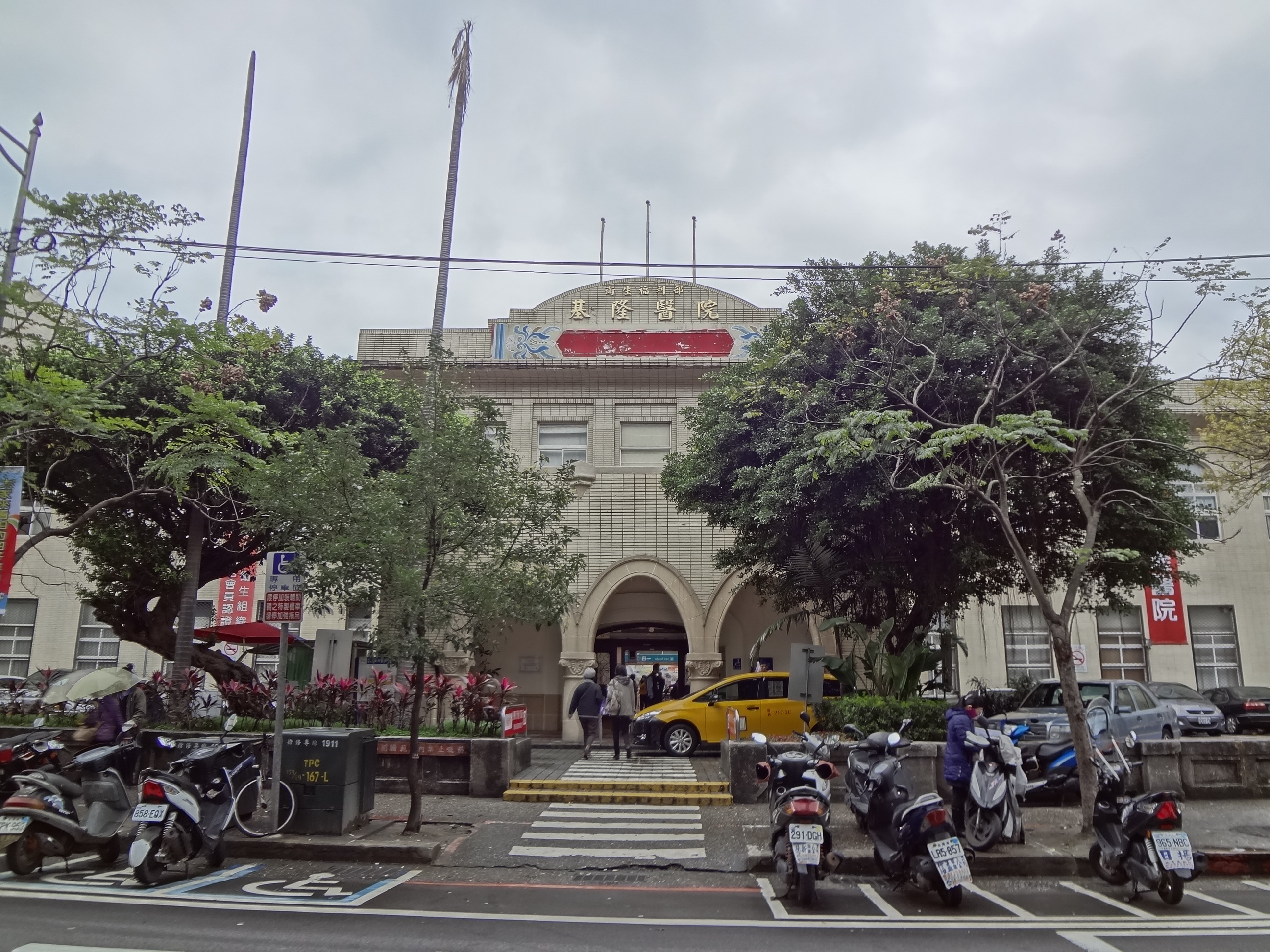
衛生福利部基隆醫院

## 歷史

### 日治時期
- 1896年5月，在現在基隆市仁愛國小的位置上，將一間清代廟宇改建成台北病院的分院。
- 1897年5月，改稱台北醫院基隆分院。
- 1898年6月20日，改由臺灣總督府直轄，改稱臺灣總督府基隆醫院。
- 1899年9月15日，於現址以32,849圓88錢的經費開始興建新院。
- 1900年7月5日，新院完工，總面積349.483坪，可容納20名病患。設內科、婦產科、眼科、耳鼻喉科、X光室、檢驗室、庶務課，病床僅85床。醫院同時遷入。
- 1908年5月，一棟70坪的病棟完工。
- 1916年，93坪的隔離病棟完工。
- 1920年10月，新設病棟。
- 1925年12月，基隆醫院本館改建動工，工程共分三期，由台灣總督府總督官房營繕課畠山喜三郎設計[1]。
- 1929年3月，基隆醫院改建完工，總工費314,800圓32錢。
- 1945年6月，基隆醫院在二戰時遭美軍空襲嚴重受損，災後僅剩1/3仍能使用。[2]

1929年完工的基隆醫院

### 戰後
- 1945年11月，改稱臺灣省立基隆醫院。之後隨著臺灣省政府成立，由臺灣省政府衛生處管轄。
- 1999年7月，隨著精省改隸行政院衛生署而更名為「行政院衛生署基隆醫院」。
- 2013年7月23日，隨衛生署改制升格為衛生福利部而更名為「衛生福利部基隆醫院」。

## 歷任院長
- 1945年 - 1948年：林柳新 院長
- 1948年 - 1968年：王金茂 院長
- 1968年 - 1969年：陳愈之 院長
- 1969年 - 1982年：郭進財 院長
- 1982年 - 1987年：林達尊 院長
- 1987年 - 1995年：簡聰堯 院長
- 1995年 - 2001年：黃焜璋 院長
- 2001年 - 2003年：陳進堂 院長
- 2003年 - 2009年：李懋華 院長
- 2009年 - 2011年：李源芳 院長
- 2011年 - 2016年：王文彥 院長
- 2016年 - 2022年：林慶豐 院長
- 2022年 - 迄今：林三齊 院長

## 外部連結
- 衛生福利部基隆醫院 （页面存档备份，存于）（繁體中文）（英文）